# Eazy-E
Eric Lynn Wright (Compton, Kalifornija, SAD, 7. rujna 1964. – Los Angeles, Kalifornija, SAD, 26. ožujka 1995.) bolje poznat po svom umjetničkom imenu Eazy-E (poslije smrti poznat i kao The Godfather Of Gangsta Rap) bio je reper, tekstopisac i glazbeni producent. Bio je osnivač hip-hop grupe N.W.A., te diskografske kuće Ruthless Records.

## Životopis
Eric Wright je rođen kao sin Richarda i Kathie Wright u periferiji Los Angelesa zvanoj Compton. U drugom razredu je ispao iz srednje škole i okrenuo se dilanju droge, nedugo kasnije je postao član bande Crips. S novcem od droge je 1986. osnovao producentsku kuću "Ruthless Records". Nakon što su se Dr. Dre i Ice Cube potpisali na Ruthless Records, su producirali singl "Boyz-n-the-Hood". 
Poslije velikog uspjeha je osnovao grupu N.W.A. Snimio je album Eazy-Duz-It 1988. koji je prodao preko 2 milijuna primjeraka. Singl su uglavnom producirali Dr. Dre i DJ Yella. 
Nakon raspada N.W.A. 1991. je započela svađa između Dr. Dre-a i Eazy-Ea, ubrzo je prerasla u rat između Ruthless Records  i Dr. Dreove nove producentske kuće Deathrow Records.
Nakon kontoverznog singla "Fuck Tha Police" je preko prijatelja Jery Hellera dobivao mnoge prijetnje smrću od neo-nazi skinheada. U ožujku 1995. godine saznao je da ima AIDS. Bio je s mnogo žena u životu, ima sedam djece od šest različitih majki, smatra se da je tako dobio bolest. Preminuo je deset dana nakon što se počeo liječiti 26. ožujka 1995. u 31. godini. Umro je u okružju roditelja, brata Kenneth i sestre Patricie. Pokopan je na groblju "Rose Hills Memorial Park" u Whittier, California.
Najstariji sin mu je Eric Wright Jr. (23. travnja 1984.), bolje poznat kao reper Lil Eazy-E ili samo Lil Eazy. Također je rođen i odgojen u Comptonu, u istoj kući kojoj je i Eazy-E odgojen. Imao je deset godina kad mu je otac preminuo. Bio je u svađi s The Game-om, rekao je kako Game prečesto koristi ime njegova oca u svojim pjesmama.

## Diskografija
- 1988. Eazy-Duz-It
- 1992. 5150: Home 4 tha Sick
- 1993. It's On (Dr. Dre) 187um Killa
- 1995. Eternal E
- 1996. Str8 off tha Streetz of Muthaphukkin Compton
- 2002. Impact of a Legend
- 2007. Featuring…Eazy-E

## Vanjske poveznice
- Eazy-E na Find A Grave
- N.W.A. World  Arhivirana inačica izvorne stranice od 12. studenoga 2020. (Wayback Machine)
- Eazy-E na Internet Movie Databaseu